# Dasyvalgus
Dasyvalgus är ett släkte av skalbaggar. Dasyvalgus ingår i familjen Cetoniidae.

## Dottertaxa tillDasyvalgus, i alfabetisk ordning[1]
- Dasyvalgus addendus
- Dasyvalgus angusticollis
- Dasyvalgus annamensis
- Dasyvalgus beccarii
- Dasyvalgus biguttatus
- Dasyvalgus bimaculatus
- Dasyvalgus biplagiatus
- Dasyvalgus bipustulatus
- Dasyvalgus bonifacyi
- Dasyvalgus cambodjensis
- Dasyvalgus carbonarius
- Dasyvalgus castaneodorsalis
- Dasyvalgus coriaceus
- Dasyvalgus cruciatus
- Dasyvalgus dalatinus
- Dasyvalgus decamaculatus
- Dasyvalgus dohrni
- Dasyvalgus eucharis
- Dasyvalgus flavicauda
- Dasyvalgus flavomaculatus
- Dasyvalgus formosanus
- Dasyvalgus fraterculus
- Dasyvalgus fulvicauda
- Dasyvalgus gilleti
- Dasyvalgus grandis
- Dasyvalgus hystrix
- Dasyvalgus ichangicus
- Dasyvalgus inarcuatus
- Dasyvalgus infuscatus
- Dasyvalgus inouei
- Dasyvalgus insularis
- Dasyvalgus jordansi
- Dasyvalgus kanarensis
- Dasyvalgus latigantei
- Dasyvalgus luctuosus
- Dasyvalgus luteofasciatus
- Dasyvalgus luzonicus
- Dasyvalgus macacus
- Dasyvalgus makiharai
- Dasyvalgus mexicanus
- Dasyvalgus militaris
- Dasyvalgus mimus
- Dasyvalgus minahasanus
- Dasyvalgus mindanaonensis
- Dasyvalgus minimus
- Dasyvalgus miyakei
- Dasyvalgus modiglianii
- Dasyvalgus monachus
- Dasyvalgus montivagus
- Dasyvalgus multicus
- Dasyvalgus nagaii
- Dasyvalgus niger
- Dasyvalgus nigerrimus
- Dasyvalgus nigritus
- Dasyvalgus nigrofasciculatus
- Dasyvalgus nigromaculatus
- Dasyvalgus nudis
- Dasyvalgus obscurus
- Dasyvalgus obsoletus
- Dasyvalgus occidentalis
- Dasyvalgus ochii
- Dasyvalgus ovicollis
- Dasyvalgus palawanus
- Dasyvalgus panaonus
- Dasyvalgus penicillatus
- Dasyvalgus philippinus
- Dasyvalgus piceus
- Dasyvalgus plebejus
- Dasyvalgus podicalis
- Dasyvalgus poilaneorum
- Dasyvalgus polychrous
- Dasyvalgus proximus
- Dasyvalgus pubicollis
- Dasyvalgus pulchellus
- Dasyvalgus pusio
- Dasyvalgus pygidialis
- Dasyvalgus pyrrhopygus
- Dasyvalgus quadripustulatus
- Dasyvalgus rollei
- Dasyvalgus rubrothoracicus
- Dasyvalgus ruficauda
- Dasyvalgus rufipennis
- Dasyvalgus sabatinellii
- Dasyvalgus samariensis
- Dasyvalgus sarawakensis
- Dasyvalgus sauteri
- Dasyvalgus schulzei
- Dasyvalgus sebastiani
- Dasyvalgus sellatus
- Dasyvalgus seriesquamosus
- Dasyvalgus setipygus
- Dasyvalgus shimomurai
- Dasyvalgus similis
- Dasyvalgus sommershofi
- Dasyvalgus spineus
- Dasyvalgus stictopygus
- Dasyvalgus striatipennis
- Dasyvalgus subglaber
- Dasyvalgus submontanus
- Dasyvalgus subnitidus
- Dasyvalgus taiwanus
- Dasyvalgus taoi
- Dasyvalgus tessellatus
- Dasyvalgus testaceus
- Dasyvalgus tigrinus
- Dasyvalgus trisinuatus
- Dasyvalgus tristis
- Dasyvalgus tuberculatus
- Dasyvalgus udei
- Dasyvalgus wadai
- Dasyvalgus variegatus
- Dasyvalgus waterstradti
- Dasyvalgus vethi
- Dasyvalgus viduatus
- Dasyvalgus xanthurus
- Dasyvalgus yonakuniensis